# 板楠忠士

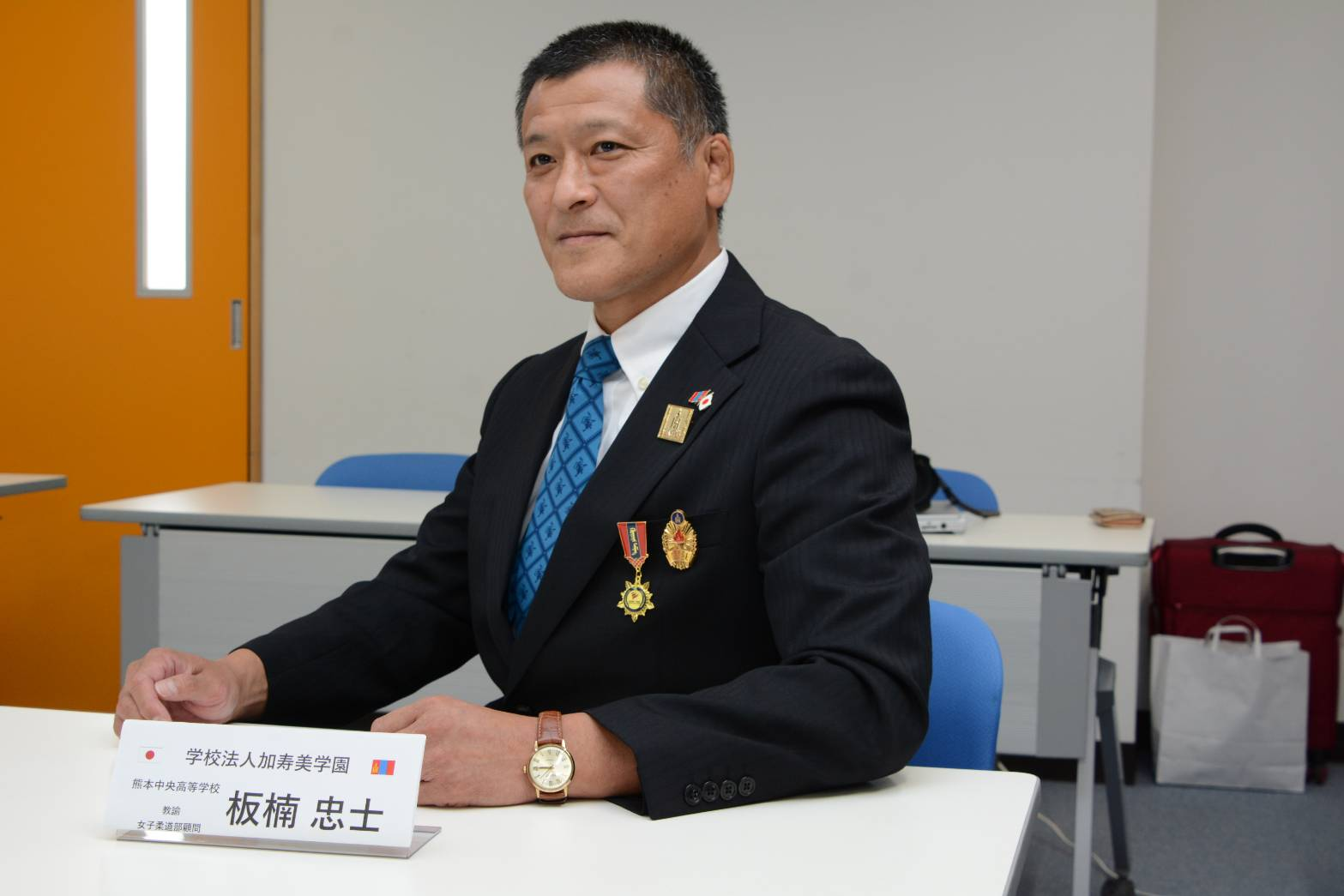
モンゴル国体育大学客員講師・モンゴル国スポーツマスターVictor板楠忠士（2021年７月１日）

板楠 忠士（いたくす　ただし、1971年12月10日 -）は熊本県出身の日本の柔道家、サンビスト。
現役時代は柔道では60kg級の選手であり、サンボでは68㎏級の選手。
身長167cm。組み手は右組み。得意技は背負投　巴投　払腰　腕挫十字固。
別名はヴィクトル板楠（Victor　Itakusu）。
現在は熊本中央高校の教諭、柔道部顧問、モンゴル国体育大学客員講師。また、九州サンボ連盟の副会長兼技術委員長も務めている。

## 来歴
柔道は小学校2年の時に兄に無理やり誘われて、近くの松龍館で始めた。何度もやめようと思いながらも兄が怖くて続けていたが、そのうち力を付け始めて、楠中学3年の時には全国中学校柔道大会55kg級で優勝するまでになった。その後、1983年の世界選手権60kg級で3位になった原口謙一に誘われて、原口が柔道部監督を務める東海大第二高校へ進んだ。中学までは切る柔道をやっていたが、原口に｢真っすぐ立って、上から持つ柔道をやれ｣と指導されて柔道スタイルを変更した。2年の時にインターハイ軽量級で5位、3年の時に新人体重別60kg級で3位となった。1990年に東海大学へ進学すると、1年の時には早くも選抜体重別で決勝まで進出すると、大学の5年先輩となる世界2位の越野忠則と対戦するが腕挫十字固で敗れた。嘉納杯では決勝で世界3位であるモンゴルのダシュゴンビン・バトトルガを注意で破って1年生ながら優勝を果たした。2年の選抜体重別でも越野に有効で敗れて2位だった。アジア選手権では3位にとどまった。3年の時には正力杯で優勝すると、嘉納杯でも決勝で日体大3年の木村勝範を判定で破って2連覇を達成したことで、アトランタオリンピック代表候補として注目を集めることになった。なお、この当時自らの柔道を次のように語っていた。｢センスはない方なのでハートと力の柔道かな？一本取れなくてもいい、僅差でもいいから勝つ柔道です。せこい柔道ですね｣。続くドイツ国際では2位に終わった。4年の時には東アジア大会で3位にとどまると、選抜体重別の初戦では世界ジュニアチャンピオンである明治大学2年の園田隆二に判定で敗れて、世界選手権代表の座を逃した。正力杯でも3位に終わり2連覇はならなかった。正力国際では決勝で木村に効果で敗れた。1994年には綜合警備保障の所属となると、講道館杯では優勝を飾った。1995年のドイツ国際では天理大学2年の野村忠宏に指導で敗れて2位だった。選抜体重別では準決勝で園田に判定で敗れて3位にとどまった。その後は大きな実績を上げることなく引退した。
一方で、柔道以外にもサンボに取り組むと、1994年の全日本サンボ選手権大会68kg級では5試合のうち4試合を得意の腕挫十字固に極めるなどして圧勝した。なお、サンボの大会に出場したのはこの時限りではあったが、サンボの神様とも言われるビクトル古賀に長年師事して、日本サンボ第一人者としてサンボの普及発展に努めている。
現在はモンゴル国に力を注いでおり、モンゴル政府からサンボ、柔道の活動、活躍、交流が認められ、モンゴル国スポーツマスター 、モンゴル国スポーツ功労賞、 モンゴル国スポーツ政府賞を受賞する。

## 成績
- 1986年 -　全国中学校柔道大会　55kg級優勝（熊本県では個人戦優勝第1号）
- 1988年 -　インターハイ柔道大会　60㎏級5位
- 1989年 -　全日本新人柔道体重別選手権大会  60㎏級3位
- 1990年 -　全日本選抜柔道体重別選手権大会　60㎏級2位
- 1990年 -　嘉納治五郎杯柔道国際大会　60㎏級優勝
- 1991年 -　全日本選抜柔道体重別選手権大会　60㎏級2位
- 1991年 -　アジア柔道選手権大会　60㎏級3位
- 1992年 -　ブルガリア国際柔道大会　60㎏級3位
- 1992年 -　正力松太郎杯全日本学生柔道体重別選手権大会　60㎏級優勝
- 1992年 -　カナダ国際柔道大会　60㎏級優勝
- 1992年 -　アメリカ国際柔道大会　60㎏級優勝
- 1992年 -　嘉納治五郎杯柔道国際大会　60㎏級優勝（当時史上3人目の2連覇）
- 1993年 -　ドイツ国際柔道大会　60㎏級2位
- 1993年 -　東アジア競技大会柔道競技　60㎏級3位
- 1993年 -　正力松太郎杯全日本学生柔道体重別選手権大会　60㎏級3位
- 1993年 -　松前ワールドカップ（オーストリア国際）　２位（団体　先鋒・60㎏級　3戦3勝）
- 1994年 -　正力松太郎杯国際柔道大会　60㎏級2位
- 1994年 -　コペンハーゲンカップ柔道大会　60㎏級優勝
- 1994年 -　講道館杯全日本柔道体重別選手権大会　60㎏級5位
- 1994年 -　全日本サンボ選手権大会　68kg級優勝
- 1994年 -　講道館杯全日本柔道体重別選手権大会　60㎏級優勝
- 1995年 -　ドイツ国際柔道大会　60㎏級2位
- 1995年 -　全日本選抜柔道体重別選手権大会　60㎏級3位
- 1995年 -　講道館杯全日本柔道体重別選手権大会　60㎏級3位
- 1996年 -　ロシア国際柔道大会　60㎏級出場
- 1996年 -　講道館杯全日本柔道体重別選手権大会　60㎏級5位　等

社会貢献・表彰・授章等
2018年 7月1日　熊本県視覚障害者柔道連盟からサンボ専任コーチとして感謝状受賞
　　　（日本人で初めての視覚障害者柔道連盟のサンボ専任コーチ）
2018年 護身術アドバイザー就任
2019年 1月７日　モンゴル国スポーツ功労賞受賞（日本人初の受賞）
2019年　7月13日 フィリピン国サンボ連盟強化選手 アジア大会特別指導者
2019年 7月25日　モンゴル国スポーツ政府賞受賞
2019年 8月12日　モンゴル国スポーツマスター（柔道　日本人初の受賞）
2019年 9月15日　モンゴル遠征監督(モンゴル国・エンフバヤル柔道大会団体5位)
2019年 9月17日　モンゴル国国営放送MNB Sport出演
2019年 12月6日　モンゴル国民主革命30周年記念功労賞受賞（日本人初の受賞）
2019年 10月21日　熊本県知事表敬訪問
2020年　12月14日　モンゴル国大使館表敬訪問 
2020年 日本・モンゴル 柔道・レスリングクラブ協会 柔道・サンボコーチ
2021年　2月12日　熊本市長表敬訪問
2021年　3月1日　熊本市スポーツ奨励賞受賞
2021年　4月22日　モンゴル国スポーツ庁とモンゴル国体育大学主催：国際学会
　　　　「The 2nd International Scientific and Practical Conference 」
　　　　『モンゴル国国際スポーツ学術大会：国技・民族スポーツの遺産と発展』
　　　　 を日本代表として発表
2021年　７月１日　モンゴル国体育大学客員講師就任
2021年　12月10日　モンゴル国柔道連盟５０周年記念功労賞（日本人初の受賞）
2022年　1月23日　モンゴル国オリンピック委員会スポーツ功労賞受賞
2022年　10月18日～10月19日　モンゴル国体育大学訪問、柔道ワークショップ
　　　　10月18日　日本・モンゴル 柔道・レスリング協会杯大会スペシャルゲストとしてスピーチ
2022年　10月18日 日本・モンゴル 柔道・レスリングクラブ協会感謝状受賞
2022年　10月19日　モンゴル国盲人連合協会感謝状受賞
　　　　10月19日　モンゴル国国営放送MNB Sport出演
2023年　３月１３日モンゴル国ドルノド州のダシバルバル ソウム総合教育学校の柔道とサンボのコーチ及び本学校客員教師就任
2023年　4月8日　Victor板楠忠士：モンゴル国勲章受勲お祝い会　ＫＫＲ熊本ホテル
2023年　９月７日　モンゴル国国営放送出演
2023年　９月８日　第1回在モンゴル国特命全権大使清水武則杯女子国際柔道大会　監督（モンゴル国スポーツマスター）
2023年　９月９日　モンゴル国青年組織設立100周年記念賞受賞（日本人初の受賞）

2023年　９月９日　モンゴル国MJ柔道協会でVictor板楠忠士柔道セミナー
2023年　９月９日　ジャパンフェスティバル感謝状（モンゴル・日本両国大使館)受賞
2023年　10月8日　ポーランド柔道連盟名誉功労賞受賞
2023年　11月21日　熊本県総務部長表敬訪問
2023年　10月24日～11月22日　ジョージア柔道連盟（旧ソ連・グルジア共和国）コーチコース修了（修了証）
2023年　12月10日　モンゴル国ウランバートル市首都380周年記念賞受賞（日本人初の受賞）
2024年　1月29日　埼玉県秩父市荒川中学校　夢と豊かな心をはぐくむ講演会　
　　　　　　　　　演題「柔道・サンボを通した国際貢献」～恩師の思いをつなぐ～
2024年　3月18日　内モンゴル自治区スポーツ功労賞受賞（日本人初の受賞）
2024年　４月２日　在福岡モンゴル国名誉領事館表敬訪問
2024年　４月４日　モンゴル国オリンピック委員会最高勲章　アルタン・オチル賞受賞
2024年　７月12日・13日　大韓民国・釜山サムジョン高等学校柔道国際交流意見交換・釜山柔道セミナー
2024年　９月12日　モンゴル国近代スポーツ１００周年記念国家勲章受賞（日本人初の受賞）
2024年　９月13日・14日　第２回在モンゴル国特命全権大使清水武則杯女子国際柔道大会監督（モンゴル国スポーツマスター）
2024年　９月13日・14日　ジャパンフェスティバル感謝状（モンゴル・日本両国大使館)受賞
2024年　10月29日　モンゴル国ウランバートル市首都385周年記念賞受賞
2025年　2月26日　モンゴル国ウランバートル市ソンギノハイルハン区議会長名誉勲章（日本人初の受賞）
2025年　4月4日　モンゴル国青年連合功労賞受賞
2025年　4月16日　モンゴル国Golden Lions club 日本国支援者会長に就任（日本人初）